# Eric Bell
Eric Robin Bell (* 3. září 1947) je irský rockový kytarista. V roce 1966 byl krátce členem skupiny Them, následovalo několik nevýznamných skupin, jako byli Shades of Blue, The Earth Dwellers, The Bluebeats a The Dreams. V roce 1969 stál u zrodu skupiny Thin Lizzy, ze které odešel roku 1973. Bell je autorem názvu této skupiny. Později byl členem skupiny The Noel Redding Band.

## Diskografie
Thin Lizzy
- Thin Lizzy (1971)
- Shades of a Blue Orphanage (1972)
- Vagabonds of the Western World (1973)
- Life (1983)

The Noel Redding Band
- Clonakilty Cowboys (1975)
- Blowin' (1976)
- The Missing Album (1995)

Mainsqueeze
- Live at Ronnie Scott's Club (1983)
- Hey... Bo Diddley: In Concert – jako doprovodná skupina Bo Diddleyho (1986)

Eric Bell Band
- Live Tonite (1996)
- Irish Boy (1998)
- Live Tonite Plus (2001)
- A Blues Night in Dublin (2002)
- Lonely Nights in London (2010)

Barrelhouse Brothers
- Pick It Up, Pass It On (2002)